# Parksnäcka
Parksnäcka (Cepaea nemoralis) är en snäckart som först beskrevs av Carl von Linné 1758.  Parksnäcka ingår i släktet Cepaea och familjen storsnäckor. IUCN kategoriserar arten globalt som livskraftig. Arten är reproducerande i Sverige. Inga underarter finns listade i Catalogue of Life.
Parksnäckan kan förväxlas med den närbesläktade och liknande trädgårdssnäckan (Cepaea hortensis). Båda arterna är vanliga i Sverige, men trädgårdssnäckan förekommer längre norrut.
Trädgårdssnäcka och parksnäcka skiljs enklast på att skalets kant vid öppningen (läppen) är mörk hos parksnäckan, men ljus hos trädgårdssnäckan (undantag finns men är sällsynta).

## Bildgalleri

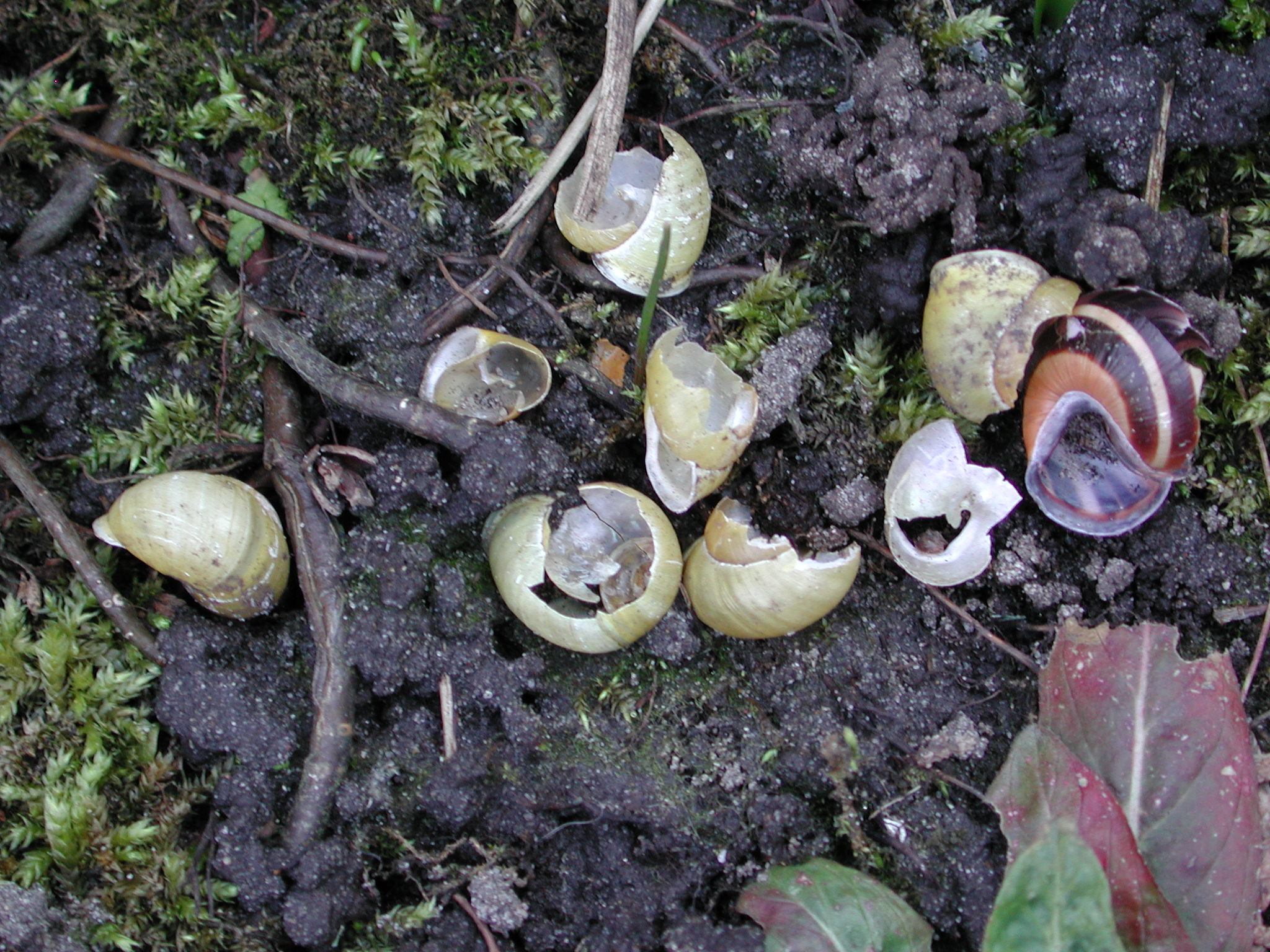
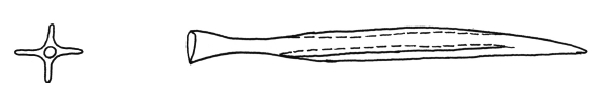
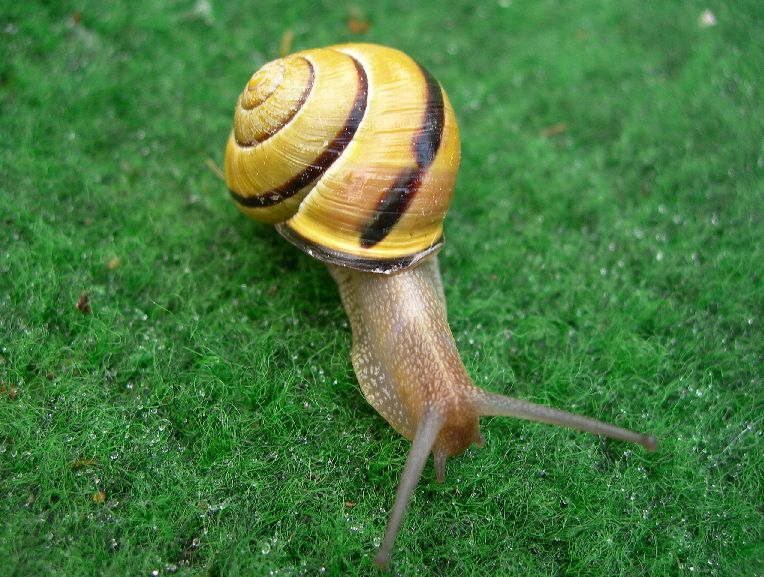
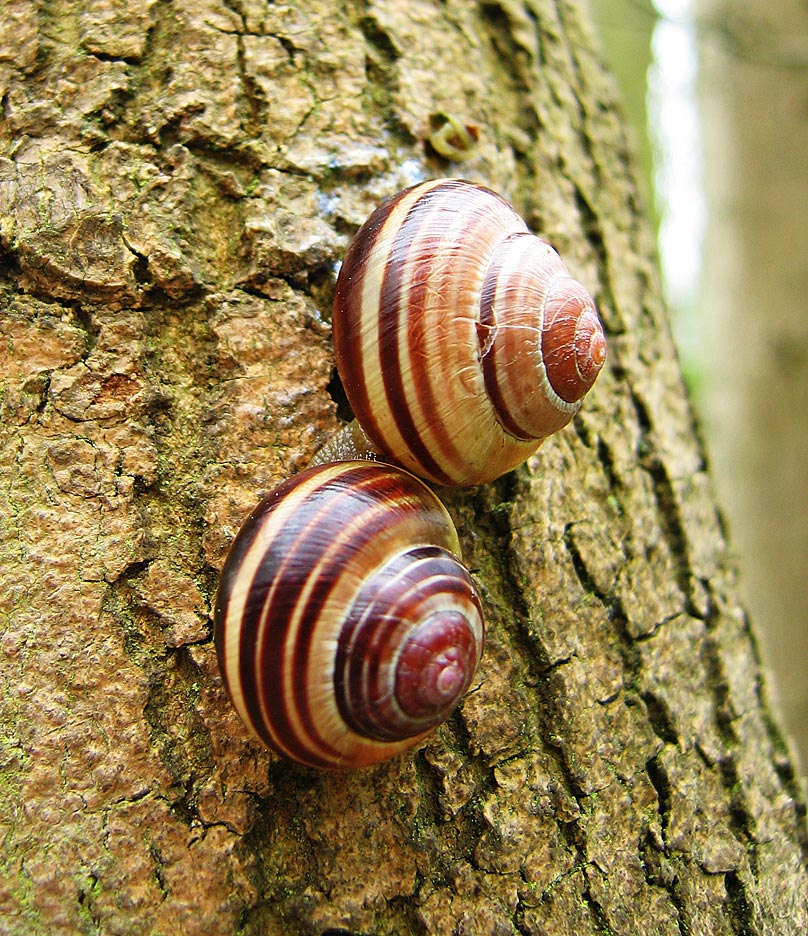
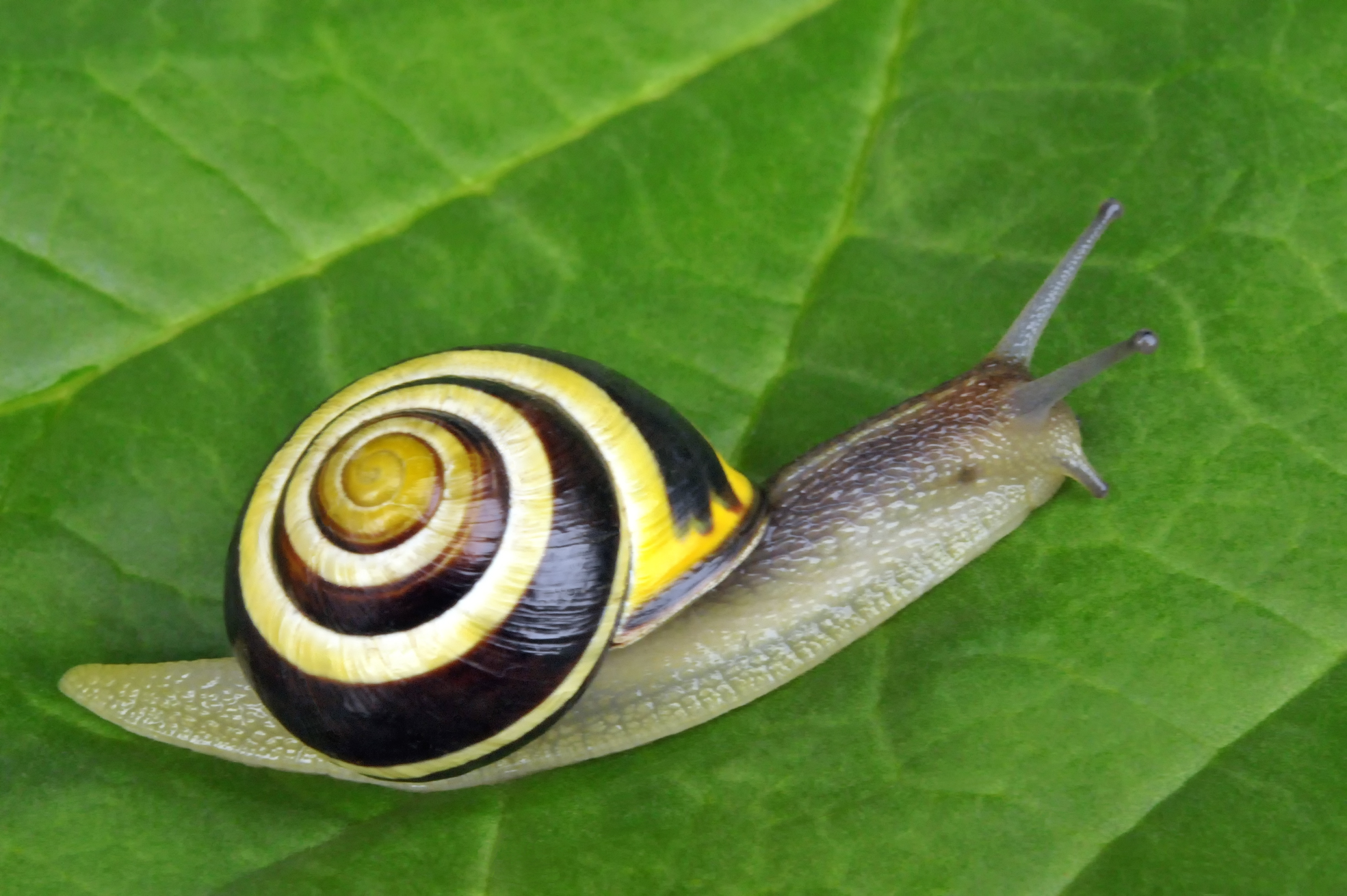
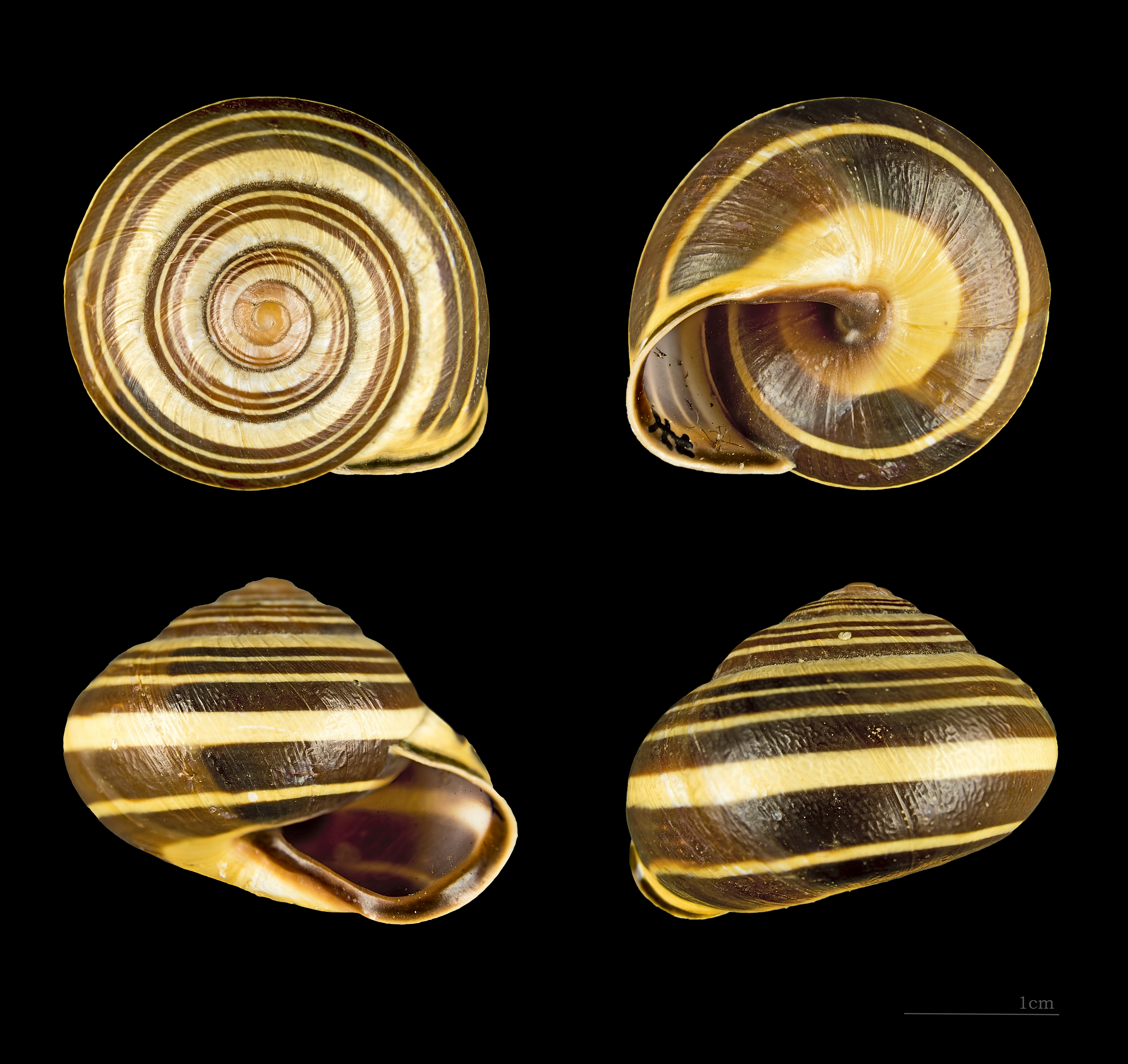